# Mary K. Hawes
Mary K. Hawes fue una científica de la computación que identificó la necesidad para un lenguaje empresarial común en contabilidad, lo que llevó al desarrollo de COBOL. COBOL es un acrónimo de COmmon Business-Oriented Language, Lenguaje Común Orientado a Negocios que está escrito para parecerse al inglés. El objetivo de este lenguaje nuevo era poder ser ejecutado en diferentes ordenadores y realizar cálculos de contabilidad avanzados, como el cálculo de una nómina. Hawes hizo la propuesta en marzo de 1959 cuando trabajaba como analista de planificación de producto sénior para la División de Datos de la Corporación Burroughs. Ella se dirigió a Grace Hopper con la propuesta, la cual le sugirió solicitar fondos al Departamento de la Defensa de Estados Unidos. En una junta con Charles Phillips se abordó el tema y él aprobó la creación del lenguaje, por lo cual en mayo de 1959, aproximadamente 40 representantes de fabricantes de computadoras y usuarios de computadoras se reunieron y formaron CODASYL.
Hawes presidió la subcomisión de descripciones de datos en el Short-Range Committee, equipo cuyo cargo inicial era identificar problemas con los compiladores empresariales actuales.
Hawes coescribió los libros Optimized code generation from extended-entry decision tables  publicado en septiembre de 1971, Feature analysis of generalized database management systems: CODASYL Systems Committee publicado en mayo de 1971 y A survey of generalized database management systems publicado en mayo de 1969.